# (13E)-ラブダ-7,13-ジエン-15-オールシンターゼ
(13E)-ラブダ-7,13-ジエン-15-オールシンターゼ((13E)-labda-7,13-dien-15-ol synthase、EC 3.1.7.10)は、以下の化学反応を触媒する酵素である。
ゲラニルゲラニルピロリン酸 + 水{\displaystyle \rightleftharpoons }(13E)-ラブダ-7,13-ジエン-15-オール + 二リン酸
従って、この酵素の基質はゲラニルゲラニルピロリン酸と水の2つ、生成物は(13E)-ラブダ-7,13-ジエン-15-オールと二リン酸の2つである。
この酵素は加水分解酵素、特に二リン酸モノエステル加水分解酵素に分類される。系統名は、ゲラニルゲラニルピロリン酸 ジホスホヒドロラーゼ ((13E)-ラブダ-7,13-ジエン-15-オール形成)(geranylgeranyl-diphosphate diphosphohydrolase ((13E)-labda-7,13-dien-15-ol-forming)である。
ヒカゲノカズラ植物門のイヌカタヒバ由来のこの酵素は、2重の機能を持つ。